# コミューン (企業)
コミューン株式会社（Commune Inc.）は、東京都品川区にあるIT企業。コミュニティサクセスプラットフォーム「Commune（コミューン）」と、カスタマーサクセスマネジメントツール「SuccessHub（サクセスハブ）」の提供を中心に企業の顧客起点経営を支援している。
代表の高田氏は日本経済新聞の取材で「企業と顧客のコミュニケーションを活性化させたい」と話す。

## 沿革
- 2018年5月、高田優哉がサプリメント通販事業を祖業として東京都文京区で創業。
- 2019年、Commune事業を開始。
- 2022年9月、経済産業省「IT導入補助金2022」の対象ツールに認定[2]。
- 2021年11月、アメリカ合衆国カリフォルニア州にCommmune Inc.を設立し[3]アメリカにおけるサービス展開を開始。
- 2023年、増田亨が技術アドバイザーに就任。
- 2024年3月、元花王の生井秀一、吉野家CMOの田中安人、一般社団法人渋谷未来デザインの長田新子が顧問・コミュニティアドバイザーに就任[4]。
- 2024年4月、コーポレートロゴおよびサービスロゴ・サービス名を「commmune」から「Commune」（3つのmを2つへ）と変更[5]。
- 2025年3月、コミュニティコマース機能の提供を開始[6]。
- 2025年3月、経済産業省のスタートアップ支援プログラムJ-Startupに選定[7]。